# Morwenna Banks
Tamsin Morwenna Banks (20 de septiembre de 1961) es una comediante británica, actriz, guionista y productor conocido por su papel de mamá cerdo, señora Gazelle y el Dr. Hámster en la serie infantil Peppa Pig.

## Carrera
Mientras estudiaba en Robinson College, primero comenzó a actuar mientras que un estudiante como miembro de The Cambridge Footlights. Una de sus principales funciones tempranas de la televisión fue como parte del equipo en el programa de sketches de comedia Absolutamente, transmitido en el Canal 4 entre 1989 y 1993. Sus otras apariciones en televisión incluyen la serie de la BBC El grueso de la misma, Ruddy infierno! Es Harry y Pablo y el Steve Coogan comedia Saxondale, en la que interpretó a Vicky recepcionista. Ella también apareció como Anthea Stonem en el E4 serie juvenil Skins y era un miembro del elenco de la NBC Saturday Night Live, durante cuatro episodios de la serie vigésima temporada, Ella apareció como Carmen Kenaway en los dos primeros episodios de la novena serie de Shameless .
Sus papeles de voz incluyen Clare Débil en Eric tensionada; Mama Cerdita de Peppa Pig; Reina de la maravilla en Ben y Holly Pequeño Reino; computadora de la nave en la serie de televisión de la BBC Hyperdrive; las brujas titulares de Meg y Mog, una serie de animación infantil para CITV (2003); Ping-pong en el Oso Rupert (Canal 5); Guinevere en desastres del Dey Arturo (CITV); Betty y Sonia en la versión cinematográfica de 2008 de Tales of the Riverbank, y el Dr. Squawkencluck en la versión 2015 de ratón del peligro. 
Ella escribió, produjo y apareció en la película coral británica El Anuncio en 2001.
En 2009, hizo una serie de videos en la web de la BBC Comedia llamada famoso STFU, cada video con ella en traje de hacerse pasar por Lady Gaga, Noel Gallagher, Susan Boyle, Pixie Lott, Jools Holland y Duffy. 
El 19 de octubre de 2013, el juego de BBC Radio 4 emisión de Banks Adiós sobre una mujer diagnosticada con cáncer de mama. La obra es un relato de la ruta desde el primer diagnóstico hasta la muerte de Lizzie, (interpretado por Olivia Colman); la obra se ocupa de sus relaciones con su familia y con su mejor amiga Jen, interpretado por Natascha McElhone, y sus reacciones a la enfermedad y la muerte de Jen. El molde incluyó Darren Boyd, John Simm, Alison Steadman, Esdras-Banks Baddiel y la voz de Dolly Banks-Baddiel; que fue producido por Heather Larmour. Posteriormente escribió 2015 la adaptación cinematográfica de la obra, titulada Hecho de menos ya.